# Хаваст (Узбекистан)
Хаваст (узб. Xovos) — городской посёлок, с 2004 года — административный центр Хавастского района Сырдарьинской области Узбекистана. Расположен вблизи Большого Узбекского тракта.

## История
Окрестности современного Хаваста были обитаемы с глубокой древности, до наших дней сохранились руины древнего города.
В 1899 году в районе на месте нынешнего Хаваста была построена железнодорожная станция Черняево, с 1919 года — Урсатьевская Ходжентского уезда Самаркандской области Российской империи.
В 1930—1950-х годах  Урсатьевская была административным центром Хавастского района Ташкентской области. C 1963 года — Хаваст (по одноимённому названию кишлака Хаваст). До 2004 года посёлок входил в состав города Янгиер.

## Население
По переписи населения в 2010 году в поселке проживало 21 121 человек. Население, в основном, занимается земледелием и скотоводством.

## Достопримечательности
Развалины древней крепости, за стенами которой местное население укрывалось от войск Александра Македонского.
На юго-западе Хаваста, напротив села Карвонсарой, расположено одно из старинных поселений не только Сырдарьи, но и всего Мирзачульского региона. Руины этого города, процветавшего в средние века. В 1987—1988 годах известные ученые Института археологии Академии наук Узбекистана провели археологические исследования на холме Ховос и обнаружили существование древних слоев. Находки показали, что поселение имеет историю 2000 лет. В 2014 году в пятый раз проводились раскопки руин старого города Ховос. В результате здесь были найдены древний жернов, яркие краски и керамика, не потерявшая свои краски. В результате находок выяснилось, что Хаваст представлял собой удобное и важное поселение, расположенное на пересечении торговых путей в древние Фергану, Чач (Ташкент) и Согд с IV века до нашей эры по X век нашей эры. Одна ветка перекрестка шла от Хаваста через Гуркад в Ходжанд и Фергану, другая шла сразу после пересечения реки Чоч — Сырдарьи на север — в город Шахрухия, оттуда в Харашкент, а затем в Бинкат, в столицу Чача.

## Уроженцы
- Гоглидзе, Виктор Арсентьевич — грузинский шахматист
- Ильченко, Николай Петрович — Герой Советского Союза

## В литературе
Русская путешественница Юлия Дмитриевна Головнина, посвятившая свои записки о путешествии «На Памирах»  Н. И. Королькову, описывает окрестности станции Хаваст Ходжентского уезда Самаркандской области Туркестана, на которой они были вынуждены были остановиться в 1898 в ожидании поезда, когда станция и движение еще не были официально открыты : 
Места здесь носят почти такой же унылый характер, как во всей «Голодной Степи», хотя есть и обрабатываемые участки, которые засеваются ячменем и пшеницею; далее к Ходженту засеваются хлопок и кукуруза. Поля орошаются, участки ограждены высокими стенами из глины-лёсса, из которого состоите самая почва.Головнина Юлия Дмитриевна, На Памирах. Записки русской путешественницы. (1902)

Поэт серебряного века Александр Ширяевец (Абрамов) ,  проживавший в Туркестане, в одном из своих стихотворений упоминает Хаваст:
Утро. Солнце и ветер. Небо — сплавы сапфира.
Скудно-желтые степи. Позабытый курган.
Замечтался, и вот повелители мира
Поднялися с полками из неведомых стран.
Паровозный свисток… Вереницею длинной
Потянулись вагоны… Вновь минувшее спит.
Но запомню надолго горький запах полынный,

Смуглолицую девушку в древней степи.Александр Ширяевец, «У Хаваста» (1921)